# Борд (Муреш)
Борд (рум. Bord) насеље је у Румунији у округу Муреш у општини Кучердеа. Oпштина се налази на надморској висини од 329 m.

## Становништво
Према подацима из 2002. године у насељу је живело 164 становника, од којих су сви румунске националности.